# مارفن زوكرمان
مارفن زوكرمان (بالإنجليزية: Marvin Zuckerman)‏ هو عالم نفس وأستاذ جامعي أمريكي، ولد في 21 مارس 1928 في شيكاغو في الولايات المتحدة، وتوفي في 8 نوفمبر 2018 بسبب توقف القلب.